# Alectryon glaber
Alectryon glaber är en kinesträdsväxtart som beskrevs av Ludwig Radlkofer. Alectryon glaber ingår i släktet Alectryon och familjen kinesträdsväxter. Inga underarter finns listade i Catalogue of Life.